# Гроспесна
Гроспесна (нім. Großpösna) — громада в Німеччині, розташована в землі Саксонія. Входить до складу району Лейпциг.
Площа — 41,41 км2. Населення становить 5460 ос. (станом на 31 грудня 2020).